# Fred Hechinger
Fred Hechinger, né le 2 décembre 1999 à New York (État de New York), est un acteur américain.
Il est notamment connu pour son rôle dans la série télévisée HBO The White Lotus.

## Biographie

### Enfance et formation
Fred Hechinger naît le 2 décembre 1999 à New York de sa mère Sarah Rozen et Paul Hechinger. Son grand-père est le rédacteur en chef du New York Times, Fred M. Hechinger (en). Il a grandi dans l’Upper West Side où il a fréquenté la Saint Ann’s School (en). Il y avait parmi ses camarades, Lucas Hedges et Maya Hawke.

## Carrière
Il commence par jouer de petits rôles au cinéma, y compris en interprétant Trevor dans Dernière Année de Bo Burnham, puis le rôle de Jamie Manning dans Human Capital.
C’est à partir de 2020 qu’il alterne entre grosses productions comme Fear Street de Leigh Janiak distribué par Netflix et productions indépendantes comme The Pale Blue Eye de Scott Cooper.
Cette même année, il donne la réplique à Amy Adams, Gary Oldman et Julianne Moore dans La Femme à la fenêtre de Joe Wright en interprétant le rôle de Ethan Russell, jeune adolescent perturbé.

## Filmographie

### Cinéma
- 2018 : Dernière Année de Bo Burnham : Trevor
- 2018 : Vox Lux de Brady Corbet : Aidan
- 2018 : Alex Strangelove de Craig Johnson : Josh
- 2019 : Human Capital (en) de Marc Meyers (en) : Jamie Manning
- 2020 : La Grande Traversée de Steven Soderbergh : Fred
- 2020 : La Mission de Paul Greengrass : John Calley
- 2021 : La Femme à la fenêtre de Joe Wright : Ethan Russell[5]
- 2021 : Italian Studies de Adam Leon : Matt
- 2021 : Fear Street, partie 1 : 1994 de Leigh Janiak : Simon Kalivoda
- 2021 : Fear Street, partie 3 : 1666 de Leigh Janiak :  Simon Kalivoda / Isaac
- 2022 : The Pale Blue Eye de Scott Cooper
- 2023 : Butcher's Crossing de Gabe Poslky (en) : Will Andrews
- 2023 : Hell of A Summer de Billy Bryk (en) et Finn Wolfhard[6] : Jason
- 2024 : Gladiator 2 de Ridley Scott : l'Empereur Caracalla
- 2024 : Nickel Boys de RaMell Ross
- 2024 : Kraven the Hunter de J. C. Chandor : Dmitri Smerdyakov / le Caméléon

### Télévision
- 2021 : The Underground Railroad de Barry Jenkins : Arnold Ridgeway jeune (2 épisodes)
- 2021 : The White Lotus de Mike White : Quinn Mossbacher (6 épisodes)
- 2022 : Pam and Tommy de Robert Siegel (en) : Seth Warshavsky (4 épisodes)[7]

## Voix françaises
En France
| - Benjamin Bollen dans : - Alex Strangelove - Human Capital (en) - The White Lotus (série télévisée) - Butcher's Crossing - Gladiator 2 | - Julien Crampon dans : - La Femme à la fenêtre - Fear Street, partie 1 : 1994 - Fear Street, partie 3 : 1666 Et aussi - Mohammed Belhadjine dans La Mission |